# Pavel Pekárek
Pavel Pekárek (* 2. května 1946) je bývalý československý basketbalista, účastník Mistrovství světa 1974 a Mistrovství Evropy juniorů 1964. Je zařazen na čestné listině mistrů sportu.
V československé basketbalové lize hrál 16 sezón v letech 1963-1979 za družstvo Dukla Olomouc, s nímž byl dvakrát mistrem Československa, dvakrát vicemistrem a má tři třetí místa. V historické střelecké tabulce basketbalové ligy Československa (od sezóny 1962/63 do 1992/93) je na 15. místě s počtem 5780 bodů.
 
S týmem Dukla Olomouc se zúčastnil 5 ročníků evropských klubových pohárů v basketbale, z toho dvakrát Poháru evropských mistrů (1974, 1976), třikát Poháru vítězů pohárů (1971, 1975, 1979), čtyřikrát byli vyřazeni v osmifinále.
Za reprezentační družstvo Československa v letech 1971-1974 odehrál 53 zápasů. Hrál na Mistrovství světa 1974 v Portoriku (10. místo) a na Mistrovství Evropy juniorů 1964 v Neapoli, Itálie (5. místo).

## Hráčská kariéra

### Kluby -liga
- 1963-1979 Dukla Olomouc: 2x mistr Československa (1973, 1975), 2x vicemistr (1970, 1978), 3x 3. místo (1972, 1974, 1979), 2x 4. místo (1966, 1968), 2x 5. místo (1967, 1971), 3x 6. místo (1965, 1976, 1977), 2x 7. místo (1964, 1969)
- V československé basketbalové lize celkem 16 sezón (1963-1979), 5780 bodů (15. místo) a 7 medailových umístění

### Evropské poháry klubů
- Dukla Olomouc
  - Pohár evropských mistrů – 1973-74 (osmifinále), 1975-76 (2. kolo)
  - Pohár vítězů pohárů – 3x start v osmifinále: 1970-71 – 1974-75 – 1978-79

### Československo
- Mistrovství světa – 1974 Portoriko (27 bodů /5 zápasů) 10. místo
- za reprezentační družstvo Československa mužů v letech 1971-1974 hrál celkem 53 zápasů.
- Mistrovství Evropy juniorů 1964, Neapol, Itálie (74 bodů /5 zápasů) 5. místo

## Trenér
- 1992-1993 BK Nový Jičín